# Єльська школа менеджменту
Єльської школи менеджменту (також відомий як Yale SOM) є випускники бізнес - школи з Єльського університету в Нью - Хейвені, штат Коннектикут . Школа присуджує ступінь магістра ділового адміністрування (MBA), MBA для керівників (EMBA), магістра розширеного менеджменту (MAM), ступінь магістра системних ризиків (SR), ступінь магістра глобального бізнесу та суспільства (GBS), ступінь магістра з Управління активами (AM),  та Ph.D. ступенів, а також спільні ступені з дев'ятьма іншими програмами аспірантури Єльського університету. Станом на серпень 2021 року, 666 студентів були зараховані на програму МВА, 134 на програму EMBA, 70 на програму MAM, 32 на програму магістра глобальних бізнес-досліджень, 11 на програму магістра системних ризиків, 56 студентів на магістра програми управління активами та 59 у програмі PhD. Школа має 90 штатних викладачів, декан Кервін Кофі Чарльз . 
Школа проводить освіту та дослідження в галузі лідерства, поведінкової економіки, операційного менеджменту, маркетингу, підприємництва, організаційної поведінки та інших галузей. Програма EMBA пропонує цілеспрямоване навчання в галузі охорони здоров’я, управління активами або стійкості. Школа також пропонує семестрові програми обміну студентами з HEC Paris, IESE, Лондонською школою економіки, бізнес-школою Національного університету Сінгапуру та Університетом Цінхуа . Студенти також можуть запропонувати чверть або семестрову програму обміну з будь-якою з 25 інших шкіл Глобальної мережі розширеного управління . 

## Історія
Попередник Школи менеджменту, Департамент промислового адміністрування, виріс із Центру праці та управління, та надав магістра промислового адміністрування з 1958 по 1973 роки. Професори Томас Холмс, Кріс Аргіріс і Девід Вотоу зіграли важливу роль у створенні МВС. У 1971 році Єльський університет отримав пожертву на створення програми з менеджменту від Фредеріка В. Байнеке, доктора філософії 1909 року. Прибувши в 1976 році, перший клас дворічної програми, яка присуджує ступінь магістра державного та приватного управління (MPPM), відвідував кампус на Хіллхаус-авеню. 

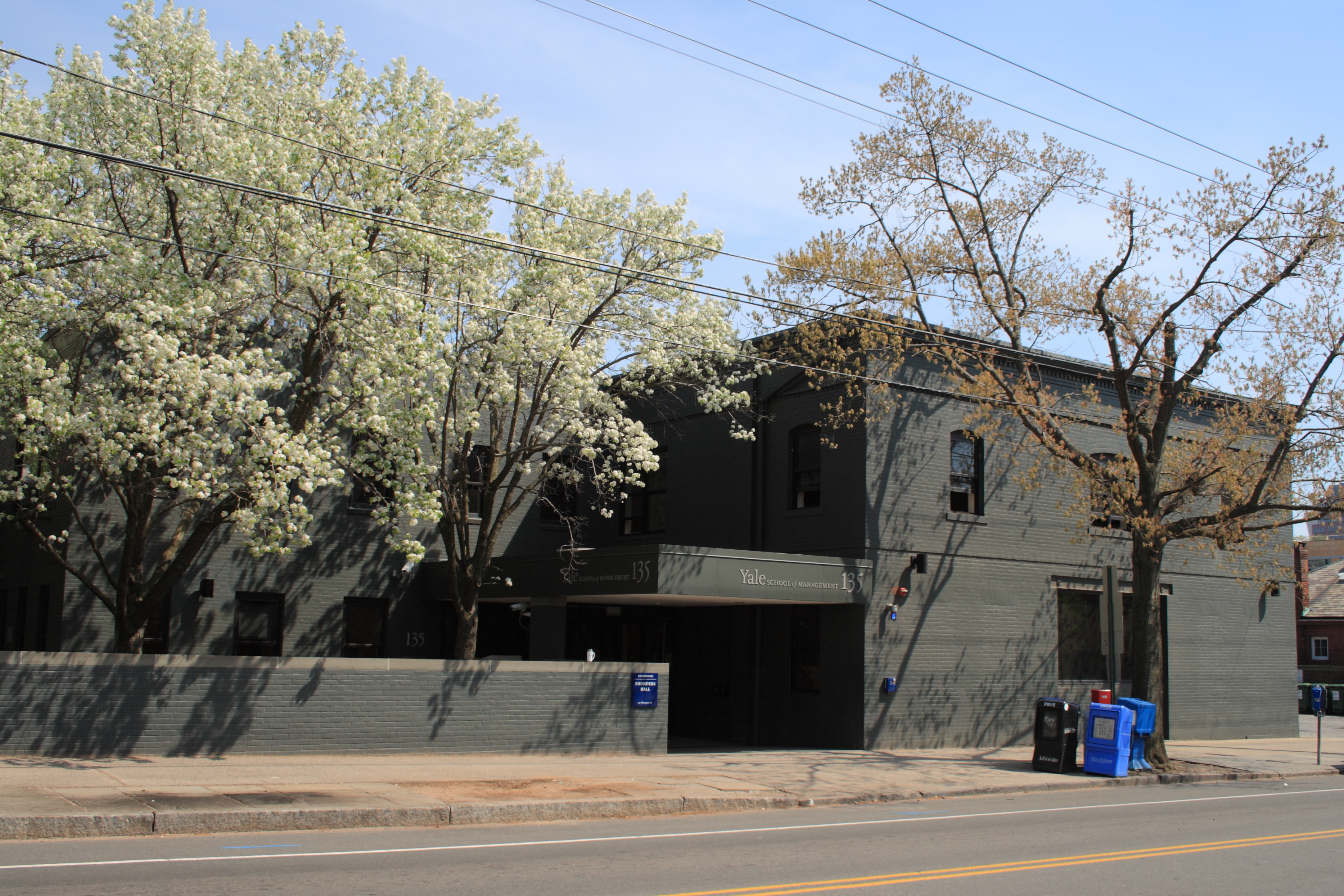
Зал засновників, колишній головний корпус школи

Історично відомий своєю силою в дослідженнях щодо некомерційних організацій та державного сектору, школа почала розвиватися й у 1994 році змінила назву на Єльську школу менеджменту . Незабаром після цього, у 1999 році, школа почала пропонувати ступінь магістра бізнесу (MBA) і припинила отримання ступеня MPPM. 

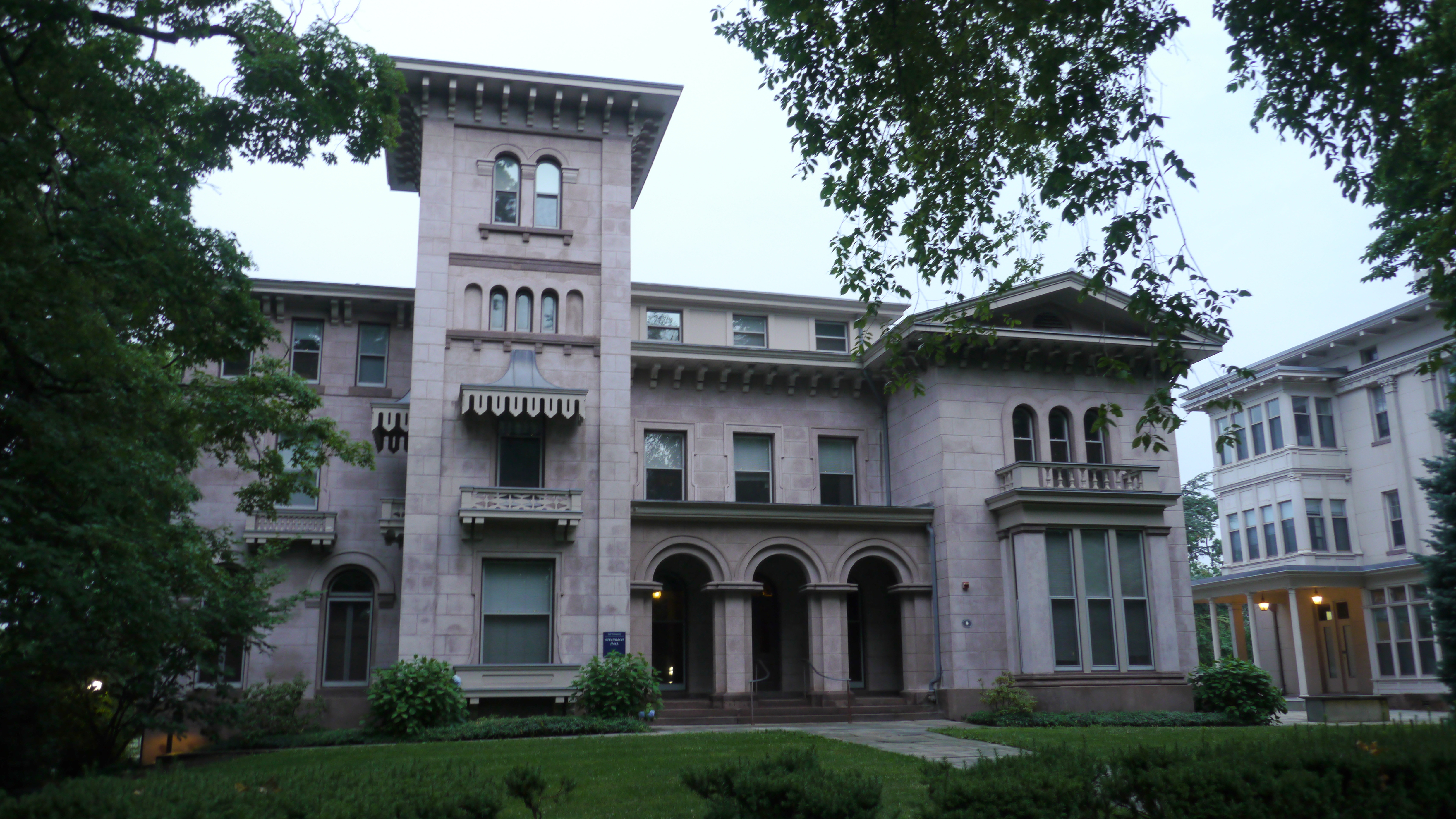
Steinbach Hall, особняк, який раніше використовувався школою на Хіллхаус-авеню

Yale SOM запустила програму executive MBA для медичних працівників у 2005 році, а в 2006 році ввела свою обов’язкову «Інтегровану програму навчання» для всіх студентів MBA. 

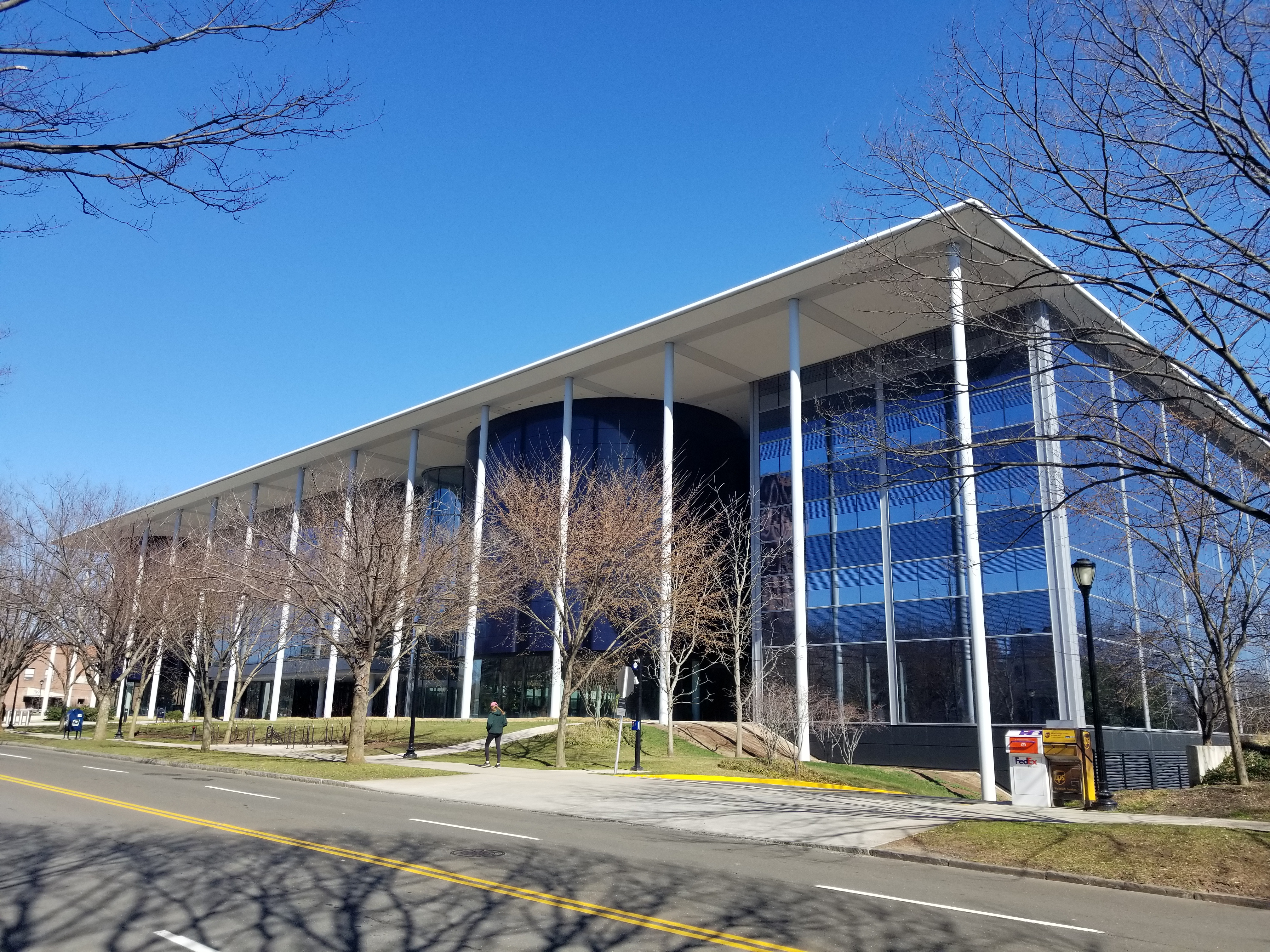
Едвард П. Еванс Хол, кампус Єльської школи менеджменту

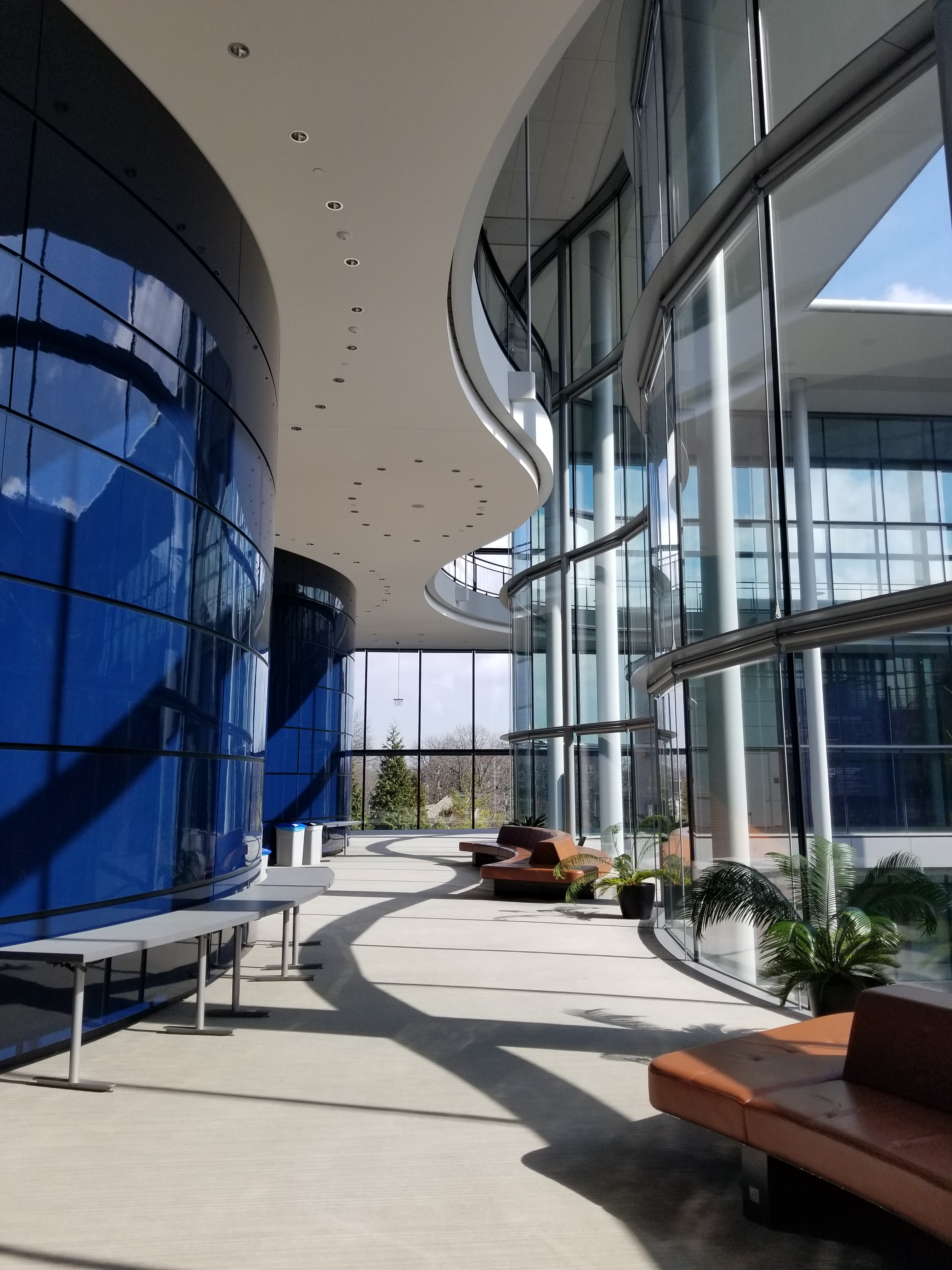
Коридор Еванса Холу

У 2014 році Yale SOM зарахував свій перший клас студентів до розширеної програми MBA для керівників, запропонувавши Yale MBA  із поглибленим вивченням у сфері управління активами та охорони здоров’я. Того ж року в січні нова будівля SOM, Edward P. Evans Hall, відкрилася за адресою 165 Whitney Avenue, за один квартал від старого кампусу на Hillhouse Avenue. 

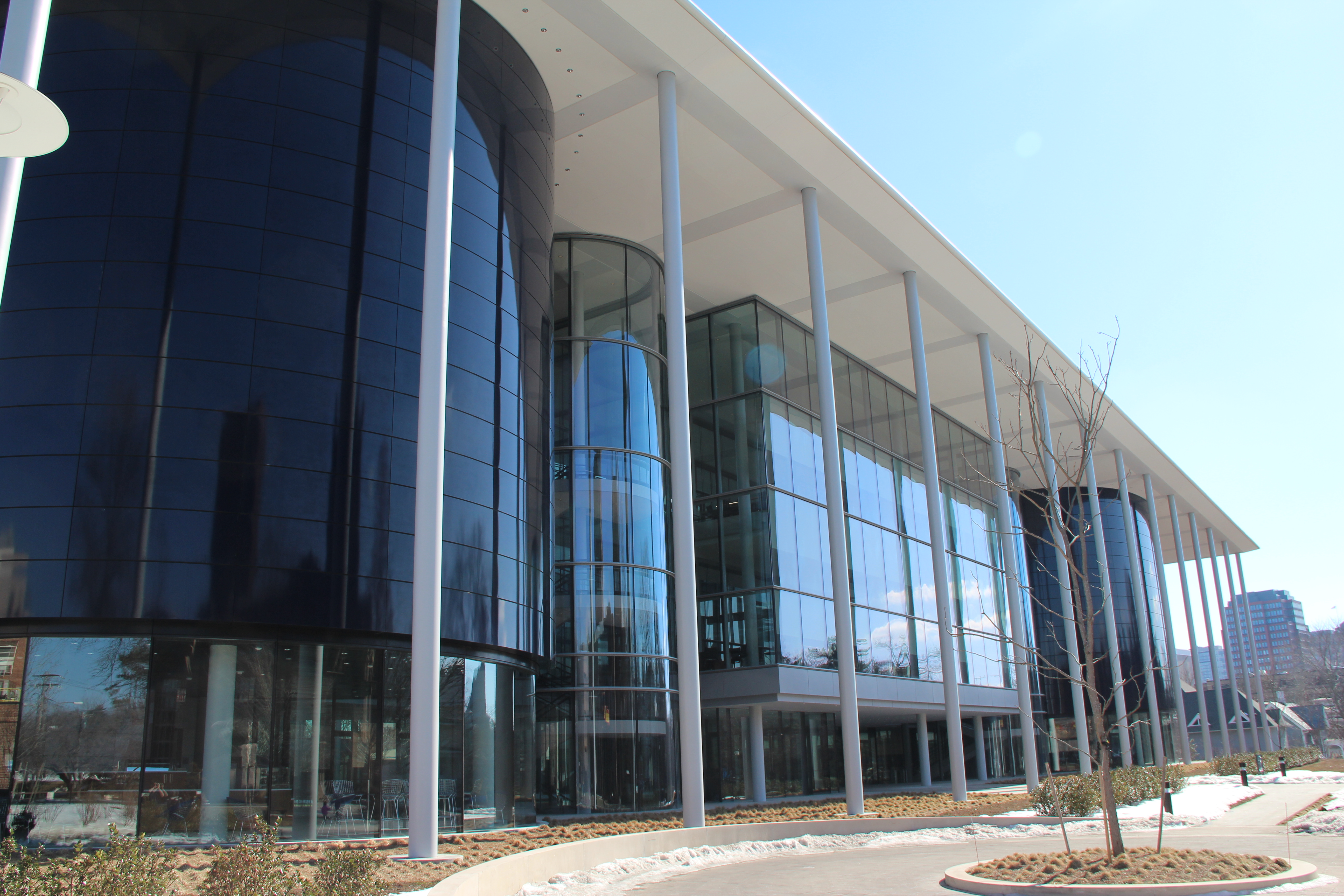
Перед Еванс-Холл

Компанія Foster and Partners, очолювана лауреатом Прітцкерівської архітектурної премії лордом Норманом Фостером ARCH '62, спроектувала будівлю разом з Грузен Самтон, визнаним архітектором рекордів. Еванс Хол містить технологічні аудиторії, офіси викладачів, академічні центри, а також приміщення для студентів і зустрічей, організовані навколо закритого двору. 

## Академіки

### Інтегрований навчальний план
У 2006–07 навчальному році школа запровадила свою інтегровану навчальну програму, намагаючись відійти від типового підходу до навчання до більш міждисциплінарної навчальної програми.  Ця нова навчальна програма складається з двох компонентів: курси з базових навичок за програмою під назвою «Орієнтація на менеджмент», які проводяться протягом першого семестру програми МВА, і набір занять під назвою «Організаційні перспективи», які проводяться протягом другої-четвертої чверті першого навчального року.   

#### Орієнтація на менеджмент
Орієнтація на менеджмент – це перша частина навчальної програми, яка знайомить студентів з основними поняттями та діловими навичками. Складові курса включають управління групами та командами, глобальні віртуальні команди, основи бухгалтерського обліку, ймовірне моделювання та статистику, основи економіки, моделювання управлінських рішень та вступ до переговорів. 

#### Організаційні перспективи
Організаційні перспективи — це серія міждисциплінарних, командних майстер-класів, які складають більшість обов’язкових курсів MBA в SOM. Ці курси включають співробітників, інноваторів, операційні механізми, пошук та управління фондами, конкурентів, клієнтів, інвесторів, глобальну макроекономіку , державу та суспільство.  Остаточний курс організаційних перспектив, Executive, зосереджується на розв’язанні серії тематичних досліджень.  
Курси «Організаційні перспективи» представлені як у форматі лекцій, так і у форматі живих прикладів, які включають кейси з мультимедійних «сирих» кейсів, розроблених SOM та Global Network for Advanced Management . 

#### Факультативи
Кандидати на МВА можуть брати курси за вибором у Школі менеджменту, починаючи з другого семестру першого року навчання кандидатів на МВА та протягом усього другого року навчання.  Ці факультативні предмети включають педагогіку, що спирається на традиційні лекції та інструктаж на основі конкретних випадків, а також включає самостійне читання та дослідження з професорами та викладачами. 
Студентам SOM також дозволяється записатися на курси, які пропонуються в інших аспірантурах та професійних школах та в Єльському університеті, включаючи Єльську Вищу школу мистецтв і наук, Єльську юридичну школу, Єльську школу громадського здоров'я та курси для студентів Єльського коледжу . 

### Вимоги до глобальних досліджень
Кандидати на МВА повинні виконати вимоги щодо глобальних досліджень до закінчення навчання. Цю вимогу можна виконати кількома способами, включаючи курс міжнародного досвіду, тиждень глобальної мережі, курс глобальної мережі, курс глобального соціального підприємництва, курс глобального соціального підприємництва або тривалий міжнародний обмін зі школою-партнером. 

### Прийом
Вимоги до вступу до MBA включають чотирирічний ступінь бакалавра, отриманий в акредитованій установі США або міжнародному еквіваленті, заповнення онлайн-форми заявки та есе, оцінки GMAT або GRE, академічні стенограми, дві професійні рекомендації, заповнення відеозапитань, оцінка поведінки та оплата. Оцінка поведінки — це онлайн-модуль із вимушеним вибором і кількома варіантами, який триває 20–25 хвилин, який вимірює міжособистісні та внутрішньоособистісні компетенції, пов’язані з успіхом бізнес-школи. 
Yale SOM бере участь у загальній рекомендаційній формі GMAC. 
Плата за заявку за замовчуванням становить 225 доларів США для заявників, але існує ковзаюча шкала для заявників, чия компенсація може бути нижчою через географічні обставини або повна відмова від гонорару для волонтерів Корпусу миру, співробітників і випускників програм Teach for All, американських військових або США ветерани, нинішні аспіранти Єльського університету та нинішні студенти Єльського коледжу, які претендують на програму Silver Scholars. 
З усіх прийнятих заявників 25% подають свою заявку з балом GRE, що є одним із найвищих показників серед усіх випускників бізнес-шкіл, які приймають GRE.  Yale SOM має один із найвищих середніх загальних складних балів GRE – 328, зрівнявшись із Гарвардською бізнес-школою та Дарденською школою бізнесу Університету Вірджинії, відстаючи на один і два бали від Каліфорнійського університету, школи бізнесу Берклі Хааса та Стенфордської вищої школи бізнесу відповідно. . 
Yale SOM має три раунди подачі заявок із постійними інтерв’ю, з кінцевими термінами 2019-2020: 10 вересня 2019 року для раунду 1, 7 січня 2020 року для раунду 2 та 14 квітня 2020 року для раунду 3. 
Під час вступного циклу 2020-2021 років, для класу 2023 року, клас MBA складається з 9% випускників коледжу в першому поколінні. Також була рекордна кількість срібних стипендіатів, і приблизно 9% студентів здобувають спільні ступені. Студенти, які здобувають освіту, представляють 38 різних країн і 176 різних академічних закладів, причому 15% з них раніше здобули ступінь магістра. 25% класу – представники некомерційного та державного сектору. 
Yale SOM є четвертою за відбірковою програмою MBA з приблизно 10,9 претендентів, які змагаються за кожне місце. Yale SOM поступається Стенфордській вищій школі бізнесу, MIT Sloan і Berkeley Haas, але очолює інші школи, такі як Harvard Business School, Wharton School, Kellogg School of Management і Chicago Booth . 
| клас                           | Клас MBA '23 | Клас MBA '22 | MBA клас '21 | Клас MBA '20 | Клас MBA '19 | Клас MBA '18 | Клас MBA '17 | Клас MBA '16 | Клас MBA '15 |
| ------------------------------ | ------------ | ------------ | ------------ | ------------ | ------------ | ------------ | ------------ | ------------ | ------------ |
| Студенти                       | 349          | 350          | 345          | 347          | 348          | 334          | 326          | 323          | 291          |
| Жінки                          | 43%          | 39%          | 42%          | 43%          | 43%          | 43%          | 40%          | 37%          | 39%          |
| Іноземні студенти              | 44%          | 40%          | 44%          | 45%          | 45%          | 46%          | 40%          | 39%          | 32%          |
| Середній стаж роботи (у роках) |              |              | 5.1          |              |              |              |              |              |              |
| Середній GMAT                  | 726          | 720          | 721          | 724          | 727          | 725          | 721          | 720          | 720          |
| Середній діапазон 80% GMAT     | 640-780      | 680-760      | 690-760      | 690–760      | 690–760      | 690–760      | 680–760      | 690–740      |              |
| Середній вербальний бал GRE    | 165          | 165          | 165          |              |              |              |              |              |              |
| Середній бал GRE Quant         | 165          | 164          | 163          |              |              |              |              |              |              |
| Середній бал студентів         | 3.66         | 3.65         | 3.64         | 3.71         | 3.69         | 3.63         | 3.6          | 3.56         | 3.6          |
| 80% середній бал студентів     |              | 2,91-4,0     | 3,34–3,92    | 3,36–3,92    | 3,38–3,94    | 3.31–3.91    | 3.23–3.88    | 3.17–3.87    | 3.36–3.8     |

Студенти представляють 47 міжнародних країн у класі 2021 року з таких країн, як Вірменія, Гана, Ліван, Маврикій та Перу. 
Разом клас 2021 року розмовляє 44 мовами, причому понад 69% класу розмовляють більш ніж двома мовами, а 28% класу говорять більше ніж трьома мовами. 

### Статистика зайнятості
Для класу MBA 2017 року середня зарплата повного робочого дня після закінчення навчання становила 124 900 доларів США, а середня інша гарантована компенсація становила 33 000 доларів США. Для класу MBA 2018 року середня зарплата стажування становила 1904 доларів США на тиждень.  У 2016 році Forbes повідомив, що клас MBA середньої зарплати за 5 років після закінчення навчання становив близько 200 000 доларів. 

### Рейтинги
З 2011 по 2017 рік кількість заявок зросла на 46% — більше, ніж у будь-якій іншій школі однолітків, а лише в 2017 році кількість заявок зросла на 12,3%.  У 2017 році загальна академічна якість його вступних класів була на другому місці після Стенфорду, а загальна середня оплата його випускників перевищувала показники Колумбії, Массачусетського технологічного інституту та Чикаго, незважаючи на те, що більше студентів, ніж інші однолітки, займаються некомерційною роботою.  Yale займає номер один в США Новини & World Report ' 2017 "Кращий некомерційний MBA Rankings." 
У 2018 році в опитуванні Economist викладачі Єльського університету отримали перше місце серед усіх викладачів МВА 
2018 Princeton Review поставив SOM на 2-е місце в категорії «Кращий зелений MBA», на 6-е місце за «Найскладніший MBA для вступу» та на 7-е місце в категорії «Найкращий MBA з консалтингу» та «Найкращий MBA з менеджменту». 

## Ступені
Єльська школа менеджменту (SOM) пропонує ряд аспірантських ступенів, включаючи дворічний магістр ділового адміністрування (MBA), MBA для керівників, програму управління активами, глобальну програму лідерства до MBA, магістр розширеного менеджменту (MAM), магістра менеджменту в галузі системного ризику та декілька докторських ступенів.

### MBA
MBA – традиційна дворічна програма на повний робочий день, яка дозволяє студентам вивчати широкий спектр основних курсів і факультативів в університеті.

### MBA для керівників
Програма MBA для керівників SOM протягом 2017–18 навчального року включає 71 студента, 35% з яких – жінки.  Випускники програми MBA для керівників проходять повну інтегровану базову програму MBA. Вони також проходять поглиблені курси з менеджменту, а також курси підвищення кваліфікації в одній із трьох галузей: охорона здоров’я, управління активами або стійкість . 

### Глобальне лідерство Pre-MBA
Школа пропонує Глобальну програму лідерства Pre-MBA, яка знайомить недавніх студентів коледжу з культурним походженням, які недостатньо представлені в вищій освіті з управління, з перевагами ступеня MBA. 

### Магістр розширеного менеджменту
Програма Master of Advanced Management (MAM) — це однорічна програма, що базується на кампусі SOM в Нью-Хейвені для студентів бізнесу зі шкіл Global Network for Advanced Management. Усі студенти MAM вступають до програми MAM одразу після закінчення відповідних бізнес-шкіл, щоб продовжити навчання в SOM. Студенти MAM беруть участь у необхідній серії курсів та дискусій, орієнтованих на основні тенденції у світовому бізнесі та роль бізнес-лідерів, а також налаштовують свій досвід, вибираючи факультативи з усього Єльського університету.
У класі MAM 2016 року входять 63 учні з 34 країн і 20 шкіл Global Network for Advanced Management, 38% – жінки. 

### Магістр менеджменту з системного ризику
Магістр менеджменту в галузі системного ризику — це нещодавно доданий ступінь до навчальної програми SOM, доданий у 2017–18 навчальному році. Програма є спеціалізованим магістерським ступенем для студентів раннього та середнього віку, які цікавляться роллю центрального банку та інших основних регуляторних органів.  The Wall Street Journal описав програму як «Ступінь небезпеки», оскільки вона зосереджена на навчанні «наступного покоління регуляторів». 

### Магістр менеджменту з управління активами
Магістр менеджменту з управління активами – це програма для аспірантів, яка орієнтована на дуже сильних, старанних та амбітних студентів, а також на працюючих професіоналів.  Диплом розроблявся паралельно з Єльським інвестиційним офісом і також працює у співпраці з ним. Програма дуже сувора та насичена, а студенти з управління активами вивчають курсові роботи поглибленого рівня PhD. Для успіху в цій програмі необхідні сильні навички комп’ютерного програмування, математики та статистики в поєднанні з фінансовим моделюванням та досвідом, пов’язаним із бізнесом.  Першу когорту з 56 студентів вітали в 2021 році з рівнем зарахування приблизно 2%, що робить її найбільш вибірковою з усіх програм Єльського університету. 

### Доктор філософії
Докторська програма ( PhD ) в Єльському університеті SOM – це програма на повний робочий день, призначена для студентів, які планують наукову кар’єру, пов’язану з дослідженнями та викладанням у сфері менеджменту.  У SOM є п’ять основних напрямків для аспірантів: бухгалтерський облік, фінанси, маркетинг, операції та організації та менеджмент.  Програма побудована так, що її можна завершити за три-п’ять років.  Навчальна програма для перших двох років кандидатів на аспірантуру складається з 14 курсів, які включають два основних курси, послідовність суспільних наук, послідовність емпіричних методів, вимогу до глибини, вимогу до широти та факультативи.  Програма невелика і щороку приймає лише кілька студентів; зараз у програмі 51 докторант.  Усі прийняті студенти отримують повну стипендію протягом п’яти років, якщо вони задовольняють вимогам програми.

### Спільні ступені
Спільні програми школи включають MBA/JD з Єльською юридичною школою, MBA/MD з Єльською школою медицини, MBA/PhD з Єльською вищою школою мистецтв і наук, MBA/MEM або MF з Єльською школою лісового господарства та екологічних досліджень, MBA/MArch з Єльською школою архітектури, MBA/MFA з Єльською школою драми, MBA/MDiv або MBA/MAR з Yale Divinity School, MBA/MPH з Єльською школою громадського здоров'я та MBA/MA з глобальних відносин з Інститут глобальних справ Джексона .  Приблизно 11% кандидатів на МВА класу 2021 року здобувають подвійні дипломи. Крім того, у 2018–2019 навчальному році понад 1300 випадків студентів, які не є SOM, з Єльського коледжу та інших вищих і професійних шкіл зареєструвалися на заняття SOM. 

### Срібні вчені
Започаткований у 2001 році, він спочатку був відкритий лише для студентів Єльського університету та мав на меті залучити більше нетрадиційних кандидатів на МВА з досвідом роботи за межами бізнесу та фінансів. З тих пір він розширився, щоб розглядати заявки від старшокласників з усього світу. Незважаючи на це, програма залишається невеликою. У 2014 році SOM прийняв лише 15 срібних стипендіатів. 
Незважаючи на загальноприйняту думку, що програми МВА вимагають попереднього досвіду роботи, статистичні дані про працевлаштування та стипендії Silver Scholars принаймні так само хороші, як і традиційні програми МВА Єльського університету.  Завдяки приблизно 5% відсотку вступу, програма є більш вибірковою, ніж традиційна програма МВА в Єльському університеті, а також більшість інших програм МВА раннього вступу, включаючи програми Стенфордської вищої школи бізнесу та Гарвардської школи бізнесу . 
Школа пропонує програму Silver Scholars для виняткових старшокласників із «поєднанням інтелекту, зрілості та допитливості, які прагнуть бути лідерами у своїй галузі».  Його називають «альтернативою» політиці відстроченого прийому для абітурієнтів, які пропонують інші найкращі програми МВА. Він відрізняється тим, що це одна з дуже невеликої кількості шкіл, яка пропонує розклад МВА, спеціально розроблений для нещодавніх випускників,  і єдина, яка пропонує стажування в середині програми. 
Срібні стипендіати відразу вступають з бакалаврату до Школи менеджменту та беруть участь в однорічному стажуванні на повний робочий день після завершення першого року інтегрованого основного навчального плану.  Після стажування Silver Scholars повертаються до кампусу, щоб завершити свій другий рік курсової роботи MBA.  У SOM цей другий рік має мінімальні вимоги, і студенти можуть проходити курси в усіх аспірантурах Єльського університету. За деяких обставин Срібні стипендіати отримують дозвіл відкласти навчання в результаті стипендій або інших надзвичайних обставин або продовжити стажування на додатковий рік.  Восени 2019 року зараховано 17 срібних стипендіатів 

## Спільнота

### Студентське життя
Студентів у школі, як і всіх студентів та випускників Єльського університету, називають « Ялі » або «SOMers». Вони керують понад 40 студентськими клубами МВА.  Є клуби, орієнтовані на кар’єру, такі як фінанси, прямий капітал, управління інвестиціями, технології, маркетинг та консалтинг.  Існують клуби, такі як Global Social Enterprise і Outreach Nonprofit Consulting, за допомогою яких студенти завершують безоплатні консультаційні роботи з місцевими та міжнародними некомерційними організаціями.  Є також спортивні клуби, включаючи футбол, фрісбі, екіпаж, регбі, лижі та сквош. SOM бере участь у хокейних турнірах для студентів MBA протягом зимових місяців.  Футбольний турнір Yale SOM Cup проводиться в жовтні і залучає клуби з численних провідних бізнес-шкіл. Щороку в листопаді багато студентів відвідують футбольний матч Гарвард-Йель (відомий як «Гра» ), місце проведення якого щороку змінюється між Нью-Хейвеном та Кембриджем . Студенти Єльського університету MBA, як і інші члени спільноти аспірантів Єльського університету, часто відвідують Gryphon's Pub, бар, який належить і керується GPSCY (Центр аспірантів і професійних студентів Єльського університету). 

### Пожертвування випускників та студентів
У 2018 фінансовому році Єльська школа менеджменту зібрала понад 3,9 мільйона доларів із рекордних 54,8% випускників, третій рік поспіль у ньому взяли участь понад 50% живих випускників із середнім розміром пожертвування 900 доларів. 
За статистикою 2015 року SOM – це бізнес-школа з другою за величиною участю випускників у щорічних благодійних внесках, поступаючись Дартмутській школі бізнесу з 70+% внеску та випереджаючи Школу бізнесу Дардена Університету Вірджинії з участю 42% відповідно до статистики 2015 року. 
Усі випускні курси MAM, MBA та Executive MBA у 2016 році мали 100% ставку внеску на подарунки свого класу до початку. 

## Дослідження
У школі діють такі дослідницькі центри та програми:
- Центр бізнесу та навколишнього середовища є результатом співпраці Єльської школи менеджменту та Єльської школи лісового господарства та екологічних досліджень
- Центр аналізу клієнтів
- Міжнародний центр фінансів
- Інститут керівного керівництва
- Програма вивчення Китаю та Індії
- Програма з підприємництва
- Програма соціального підприємництва
- Ініціатива з лідерства та організації
- Єльська програма фінансової стабільності передбачає дослідження та навчання щодо управління ризиками на світових фінансових ринках. Регулярні засідання скликаються з учасниками, включаючи колишніх міністрів фінансів Тімоті Гайтнера і Генрі Полсона, а також колишнього голови Федеральної резервної системи Бена Бернанке . Типовими учасниками майстер-класів, які проводяться в рамках Програми фінансової стабільності, є члени понад 20 центральних банків та кількох нецентральних банківських організацій, включаючи Федеральну корпорацію зі страхування вкладів .
- Єльський центр Пекіна розташований в районі Чаоян у Пекіні і підтримує дослідження та навчання в кожній зі шкіл і відділів університету та служить місцем збору випускників з усієї Азії.

## ЗМІ
Yale Insights публікує Yale SOM, що охоплює широкий спектр тем на стику бізнесу та суспільства. 
На SOM записується кілька подкастів, найвідомішим з яких є The Design of Business | Business of Design, організований професорами Єльського університету Майклом Бірутом і Джесікою Хелфанд у координації з класом, який вони викладають у SOM.

## Фінанси

### Погашення кредиту
Випускники, які відповідають вимогам щодо отримання доходу та працюють повний робочий день в державних або некомерційних організаціях, можуть отримати повне або часткове відшкодування кредиту для щорічного погашення боргу за кредитами на основі потреб.  Це перша програма такого роду (розпочата в 1986 році) і «є найщедрішою програмою погашення позик серед бізнес-шкіл», з більш ніж 1,4 мільйона доларів на прощення позик, наданих у 2014 році, і 7,7 мільйонів доларів з 2010 по 2015 рік 

### Ендаумент
Ендаумент- фонд Школи оцінювався в 861 мільйон доларів у 2019 році, що є шостим за величиною фондом будь-якої бізнес-школи США і третім за величиною на одного учня. Менеджер дотаційного фонду Єльського університету Девід Свенсен за останні два десятиліття приніс виняткову віддачу від інвестицій. 

## Видатний факультет
|    | декан                 | Роки                    |
| -- | --------------------- | ----------------------- |
| 1  | Вільям Х. Дональдсон  | (1975–1980)             |
| 2  | Джеффрі С. Азар, мол. | (1980–1981)             |
| 3  | Бертон Г. Малкіль     | (1981–1987)             |
| 4  | Мертон Дж. Пек        | (1987–1988)             |
| 5  | Майкл Е. Левін        | (1988–1992)             |
| 6  | Пол МакЕвой           | (1992–1994)             |
| 7  | Стенлі Гарстка        | (1994–1995)             |
| 8  | Джеффрі Гартен        | (1995–2005)             |
| 9  | Джоел М. Подольний    | (2005–2008)             |
| 10 | Шерон Остер           | (2008–2011)             |
| 11 | Тед Снайдер           | (2011–2019)             |
| 12 | Кервін Кофі Чарльз    | (2019 – теперішній час) |

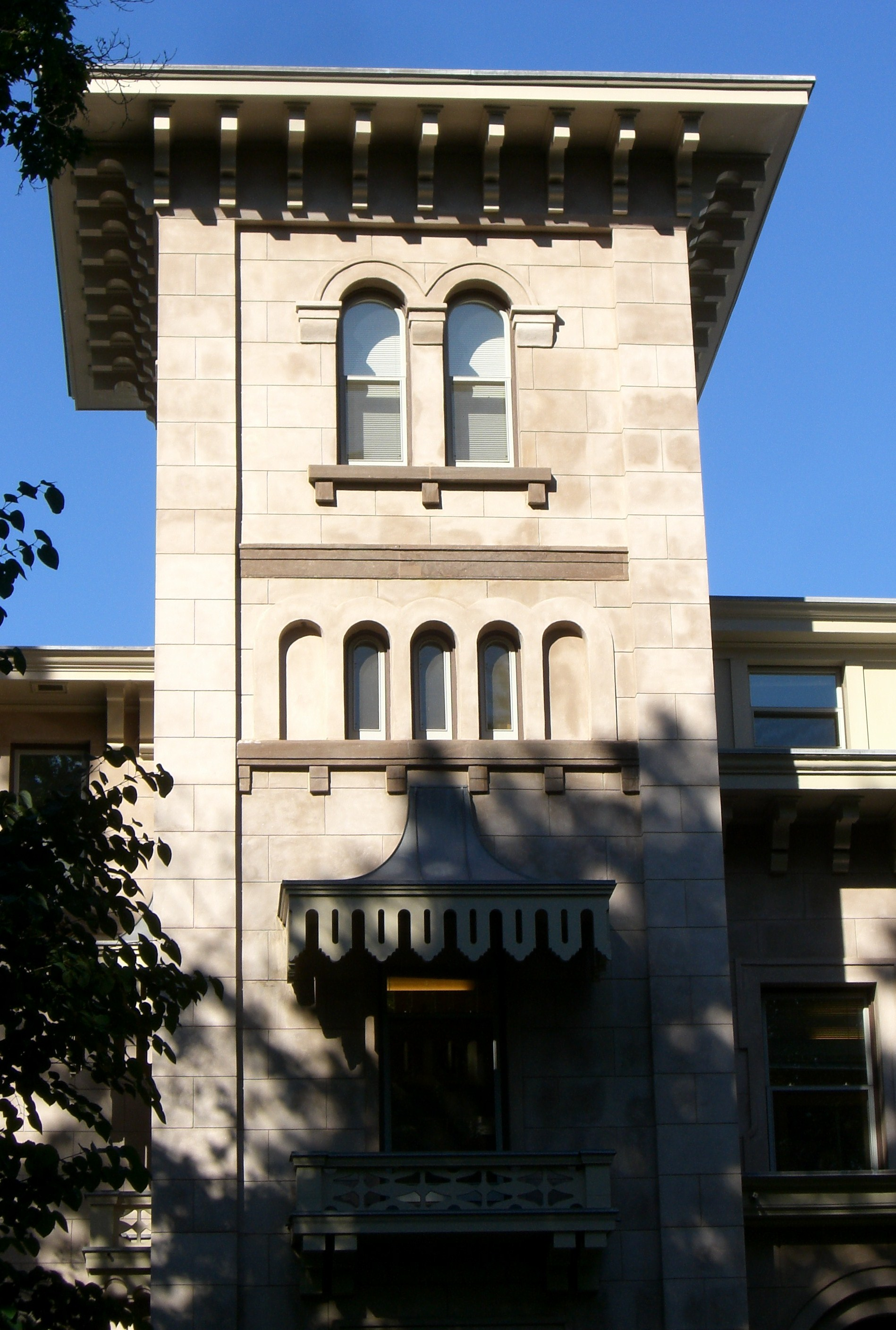
Вежа Штайнбах Хол

- Вільям Дрентел - американський художник і дизайнер
- Джеффрі Гартен – колишній заступник міністра торгівлі з питань міжнародної торгівлі
- Гарі Гортон – експерт з фондових і ф’ючерсних ринків, банківської справи та ціноутворення на активи; Редактор, Огляд економічних студій
- Роджер Г. Ібботсон – голова, головний інвестиційний директор та співзасновник Zebra Capital Management, LLC, фірми з управління хедж-фондами акцій; засновник Ibbotson Associates (підрозділ Morningstar, Inc. ); експерт з фінансових ринків та співавтор Global Investing
- Едвард Х. Каплан – спеціаліст із дослідження операцій; лауреат премії Ланчестера та премії Едельмана
- Баррі Налебафф – спеціаліст з теорії ігор; співзасновник Honest Tea, Inc., швидкозростаючої компанії з виробництва напоїв
- Шерон Остер – орган з питань конкурентної стратегії; автор сучасного конкурентного аналізу
- Стівен Роуч – невиконавчий голова Morgan Stanley Asia; колишній керуючий директор і головний економіст Morgan Stanley
- Роберт Шиллер – експерт з поведінкових фінансів; лауреат Нобелівської премії ; головний економіст та співзасновник компанії з фінансових ринків «МакроМаркетс», ТОВ; автор книг « Ірраціональне багатство», « Нестабільність ринку», «Новий фінансовий порядок: ризик у 21-му столітті» та «Макроринки» ; співрозробник індексу Кейса-Шіллера
- Джеффрі Зонненфельд – президент і засновник Інституту керівного керівництва
- Девід Свенсен (ад’юнкт) – директор з інвестицій Єльського університету; менеджер портфеля університетських фондів у розмірі 18 мільярдів доларів США; розробник Єльської моделі інвестування; автор книги Pioneering Portfolio Management
- Віктор Врум – піонер теорії очікування

## Програма стипендій Donaldson для випускників
Починаючи з 2008 року, Школа менеджменту почала відзначати дворічних стипендіатів Donaldson Fellows, «випускників, чиї особисті та професійні досягнення втілюють місію школи щодо виховання лідерів для бізнесу та суспільства» 

## Відомі випускники
Станом на  2019, близько 8,692 випускників.
- Бредлі Абелоу – головний операційний директор, MF Global, Inc., і стипендіат Donaldson 2010-2011
- Бет Аксельрод – старший віце-президент eBay та стипендіат Donaldson 2014-2015
- Адам Блюменталь – керуючий генеральний партнер, Blue Wolf Capital Management та стипендіат Donaldson 2008-2009
- Ласло Бок – генеральний директор та співзасновник Humu; колишній віце-президент з відділу персоналу, Google і співробітник Дональдсона в 2008-2009
- Роджер Х. Браун – президент музичного коледжу Берклі
- Хоакін Авіла – керуючий партнер EMX Capital, колишній керівник фонду Carlyle Group Mexico, колишній керуючий директор і глава Латинської Америки в Lehman Brothers і стипендіат Donaldson 2016-2017.
- Тім Коллінз (фінансист) – генеральний директор і засновник Ripplewood Holdings LLC
- Кертіс Чин – Asaia Fellow, Інститут Мілкена та стипендіат Дональдсона 2018-2019
- Девід С. Деніел – генеральний директор, Spencer Stuart & Co.
- Майкл Р. Айзенсон – генеральний директор, керуючий директор та співзасновник Charlesbank Capital Partners
- Дональд Гіпс – посол США в Південній Африці
- Енн Гловер – генеральний директор і співзасновник Amadeus Capital Partners
- Ендрю К. Голден – президент інвестиційної компанії Прінстонського університету
- Сет Голдман (бізнесмен) – генеральний директор і президент Honest Tea ; Голова, Beyond Meat
- Джон Д. Говард – генеральний директор Irving Place Capital (раніше Bear Stearns Merchant Banking)
- Мері Еллен Іскендерян – генеральний директор і президент Світового банку для жінок
- Марта Н. Джонсон – адміністратор Управління загального обслуговування США
- Тріш Картер – засновниця Dancing Deer Baking Co.
- Сьюзан Кілсбі - голова правління Shire
- Нед Ламонт – голова Lamont Digital Systems, 89-й губернатор Коннектикуту
- Чжан Лей – засновник і керуючий партнер Hillhouse Capital Group, пожертвував 8 888 888 доларів на Єльський SOM
- Остін Лігон – співзасновник і генеральний директор CarMax у відставці
- Констанс МакКі – генеральний директор, президент і засновник Asilomar Pharmaceuticals
- Джейн Менділло – генеральний директор і президент Гарвардської керуючої компанії
- Венді Денг Мердок – директор MySpace China; колишній віце-президент News Corporation ; дружина Руперта Мердока
- Ранджі Х. Нагасвамі – головний інвестиційний директор AllianceBernstein Fund Investors
- Індра Нуї - колишній генеральний директор PepsiCo, Inc.
- Кен Офорі-Атта – виконавчий голова та співзасновник Databank Financial Services, Ltd. (Гана) і стипендіат Дональдсона в 2010-2011 роках
- Енн Оліваріус – голова, Макаллістер Оліваріус та стипендіат Дональдсона 2016-2017
- Гіларі Пеннінгтон – директор з освіти, вищої освіти, спеціальні ініціативи, програми США, Фонд Білла і Мелінди Гейтс, і стипендіат Дональдсона 2010-2011
- Боббі Сейгер — філантроп, на якому базується головний герой телешоу NBC «Філантроп»
- Ашвін Сангі – спів письменника Чанак’ї « Лінія Розабала».
- Джон Л. Торнтон – професор і директор глобального лідерства Університету Цінхуа ; Старший радник, колишній президент і співвиконавчий директор Goldman Sachs
- Чад Траутвайн – генеральний директор і співзасновник Veritas Prep
- Даніель Вайс – генеральний директор Метрополітен-музею ; колишній президент Haverford College ; колишній президент коледжу Лафайєт